# Randy Johnson (quarterback)
Randolph Klaus Johnson (San Antonio, 17 de junio de 1944-Brevard, 17 de septiembre de 2009) fue un jugador de fútbol americano estadounidense. Fue el quarterback titular de los Atlanta Falcons en su temporada inaugural de 1966. También jugó brevemente con los New York Giants, los Washington Redskins y los Green Bay Packers. En 1974, jugó con The Hawaiians de la World Football League (WFL).

## Primeros años de vida y universidad
Nacido y criado en San Antonio (Texas), Johnson se graduó de su escuela secundaria Sam Houston en 1962. Jugó fútbol americano universitario en Texas A&I en Kingsville (ahora Texas A&M-Kingsville), compañero de equipo del guardia Gene Upshaw.
Johnson es miembro del Salón de la Fama de los Javelinas de Texas A&M Kingsville. Fue dos veces All-American en 1964 y 1965. Lideró a los Javelinas en pases durante sus cuatro años como jugador y lideró al equipo en carreras en 1964. Johnson fue el Jugador Más Valioso (MVP) de la Conferencia Lone Star en 1964, tras liderar la conferencia en pases. También fue el MVP del Clásico Azul-Gris de 1965, el MVP del Juego de Entrenadores All-America y uno de los jugadores más destacados del Senior Bowl.

## Carrera profesional
Johnson participó en el draft de la NFL de 1966 y se convirtió en el primer jugador de Texas A&I en ser seleccionado en la primera ronda (16.º global). También fue seleccionado en la cuarta ronda del draft de la AFL por los Denver Broncos. Johnson sería titular en el primer partido de los Falcons como mariscal de campo el 11 de septiembre de 1966 contra Los Angeles Rams. Completó 9 de 25 pases para 154 yardas, con un touchdown y dos intercepciones, y entregó los primeros puntos de los Falcons con un pase de 53 yardas a Gary Barnes. Posteriormente, consiguió el primer touchdown terrestre en una carrera de tres yardas. Johnson fue titular en 11 de los 14 partidos del equipo, que solo ganó tres. Lanzó para 1795 yardas, con 12 touchdowns y 21 intercepciones, con un índice de pasador de 47.8. En la temporada de 1967, fue titular en 12 partidos y obtuvo un récord de 1-10-1, con 1620 yardas de pase, 10 touchdowns y 21 intercepciones, y un índice de pasador de 47.8. En la temporada de 1968, fue titular en los primeros cinco partidos antes de ser reemplazado por Bob Berry. Johnson no volvió a ser titular hasta la semana 12 y volvió a ser titular en la semana 14 para cerrar el año. En ocho partidos, lanzó para 892 yardas, 2 touchdowns y 10 intercepciones.
Johnson inició solo cinco juegos de la temporada de 1969, dividiendo el tiempo con Berry y Bruce Lemmerman, y solo inició dos juegos de la temporada siguiente, su última como Falcon. Se mudó a los New York Giants, donde jugó con moderación en sus primeras dos temporadas allí antes de ser empujado a la titularidad durante siete juegos de la temporada 1973, que lo vio terminar 1-6. Lanzó para 1,279 yardas con 7 touchdowns y 8 intercepciones. Jugó una temporada con los Honolulu Hawaiians de la efímera World Football League en 1974 antes de hacer dos aperturas para los Washington Redskins en 1975 y luego cerrar su carrera con una apertura en 1976 para los Green Bay Packers. En su última apertura y juego como profesional el 12 de diciembre de 1976, completó 16 de 25 para 165 yardas con una intercepción y un touchdown terrestre en una victoria de 24-20. A lo largo de su carrera profesional, completó 647 de 1,286 pases (un porcentaje del 50.3) para 51 touchdowns y 90 intercepciones mientras tuvo un récord de 10-38-1 como titular. También corrió para 573 yardas y 10 touchdowns a lo largo de su carrera.

## Vida personal
Un año después de retirarse de la liga, se divorció de Pennye Wheeler, con quien se había casado en la universidad y con quien tenía dos hijos. También se declaró en bancarrota por esa época. Regresó a Texas después del divorcio y comenzó a beber en exceso para lidiar con la soledad, ya que también había acordado cortar todo contacto con sus dos hijas, que entonces estaban creciendo, una decisión que, según él, fue «lo peor que me ha pasado». Tampoco mantuvo contacto con un hijo que había concebido de una relación anterior en la preparatoria. Sus intentos de rehabilitación y tratamiento psicológico no dieron resultado durante parte de los años 80 y 90. Aquejado de cáncer de huesos y diabetes, se mudó a Carolina del Norte a finales de 2007 con un conocido que le proporcionó un espacio habitable precario, similar a un cobertizo. Falleció el 17 de septiembre de 2009 en Brevard, Carolina del Norte, por lo que la policía consideró causas naturales. Cuando se estableció contacto con la exesposa de Johnson unos días después, se decidió enterrar a Johnson en Cuero (Texas), donde él y Wheeler se habían casado.